# Sauto
Sauto  (en catalan Sautó, anciennement Saltó et Saltó de Fetges) est une commune française située dans le sud-ouest du département des Pyrénées-Orientales en région Occitanie. Sur le plan historique et culturel, la commune est dans le pays de Conflent, correspondant à l'ensemble des vallées pyrénéennes qui « confluent » avec le lit creusé par la Têt entre Mont-Louis et Rodès.
Exposée à un climat de montagne, elle est drainée par la Têt, le Rec del Mol et par un autre cours d'eau. Incluse dans le parc naturel régional des Pyrénées catalanes, la commune possède un patrimoine naturel remarquable composé de deux zones naturelles d'intérêt écologique, faunistique et floristique.
Sauto est une commune rurale qui compte 102 habitants en 2022, après avoir connu un pic de population de 424 habitants en 1906. Ses habitants sont appelés les Sautans ou  Sautanes.

## Géographie

### Localisation
La commune de Sauto se trouve dans le département des Pyrénées-Orientales, en région Occitanie.
Elle se situe à 64 km à vol d'oiseau de Perpignan, préfecture du département, et à 25 km de Prades, sous-préfecture.
Les communes les plus proches sont : 
Fontpédrouse (2,4 km), Planès (2,4 km), Mont-Louis (2,6 km), La Llagonne (2,9 km), La Cabanasse (3,2 km), Saint-Pierre-dels-Forcats (3,3 km), Thuès-Entre-Valls (6,1 km), Bolquère (6,1 km).
Sur le plan historique et culturel, Sauto fait partie de la région de Conflent, héritière de l'ancien comté de Conflent et de la viguerie de Conflent. Ce pays correspond à l'ensemble des vallées pyrénéennes qui « confluent » avec le lit creusé par la Têt entre Mont-Louis, porte de la Cerdagne, et Rodès, aux abords de la plaine du Roussillon.

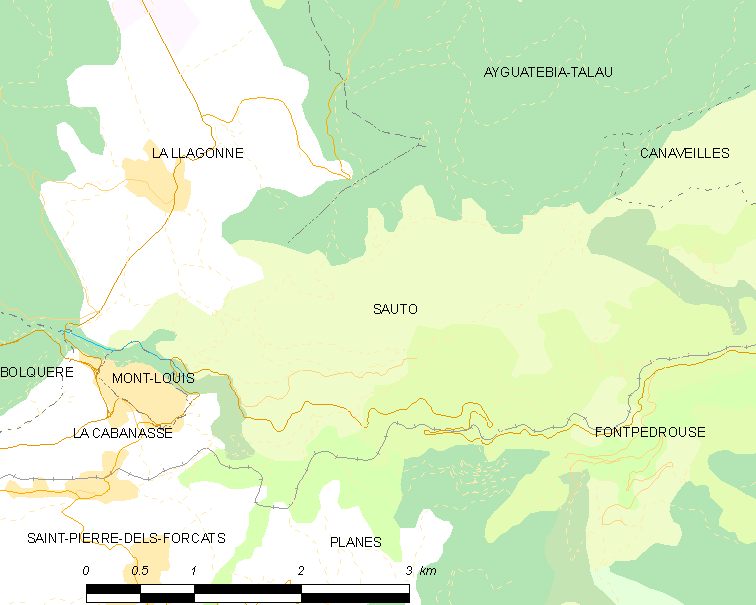
Situation de la commune.

| La Llagonne               | Ayguatébia-Talau | Canaveilles  |
| Mont-Louis, La Cabanasse  | Sauto            | Fontpédrouse |
| Saint-Pierre-dels-Forcats | Planès           |              |

### Géologie et relief
La commune est classée en zone de sismicité 4, correspondant à une sismicité moyenne.

### Climat
Pour des articles plus généraux, voir Climat de l'Occitanie et Climat des Pyrénées-Orientales.
En 2010, le climat de la commune est de type climat des marges montargnardes, selon une étude du CNRS s'appuyant sur une série de données couvrant la période 1971-2000. En 2020, Météo-France publie une typologie des climats de la France métropolitaine dans laquelle la commune est exposée à un climat de montagne ou de marges de montagne et est dans la région climatique Pyrénées orientales, caractérisée par une faible pluviométrie, un très bon ensoleillement (2 600 h/an), un air sec, particulièrement en hiver et peu de brouillards.
Pour la période 1971-2000, la température annuelle moyenne est de 8,1 °C, avec une amplitude thermique annuelle de 14,3 °C. Le cumul annuel moyen de précipitations est de 689 mm, avec 7,2 jours de précipitations en janvier et 6,6 jours en juillet. Pour la période 1991-2020, la température moyenne annuelle observée sur la station météorologique la plus proche, située sur la commune de Formiguères à 12 km à vol d'oiseau, est de 7,6 °C et le cumul annuel moyen de précipitations est de 737,3 mm,. Pour l'avenir, les paramètres climatiques de la commune estimés pour 2050 selon différents scénarios d’émission de gaz à effet de serre sont consultables sur un site dédié publié par Météo-France en novembre 2022.

### Milieux naturels et biodiversité

#### Espaces protégés
La protection réglementaire est le mode d’intervention le plus fort pour préserver des espaces naturels remarquables et leur biodiversité associée,.
Un  espace protégé est présent sur la commune : 
le parc naturel régional des Pyrénées catalanes, créé en 2004 et d'une superficie de 139 062 ha, qui s'étend sur 66 communes du département. Ce territoire s'étage des fonds maraîchers et fruitiers des vallées de basse altitude aux plus hauts sommets des Pyrénées-Orientales en passant par les grands massifs de garrigue et de forêt méditerranéenne,.

#### Zones naturelles d'intérêt écologique, faunistique et floristique

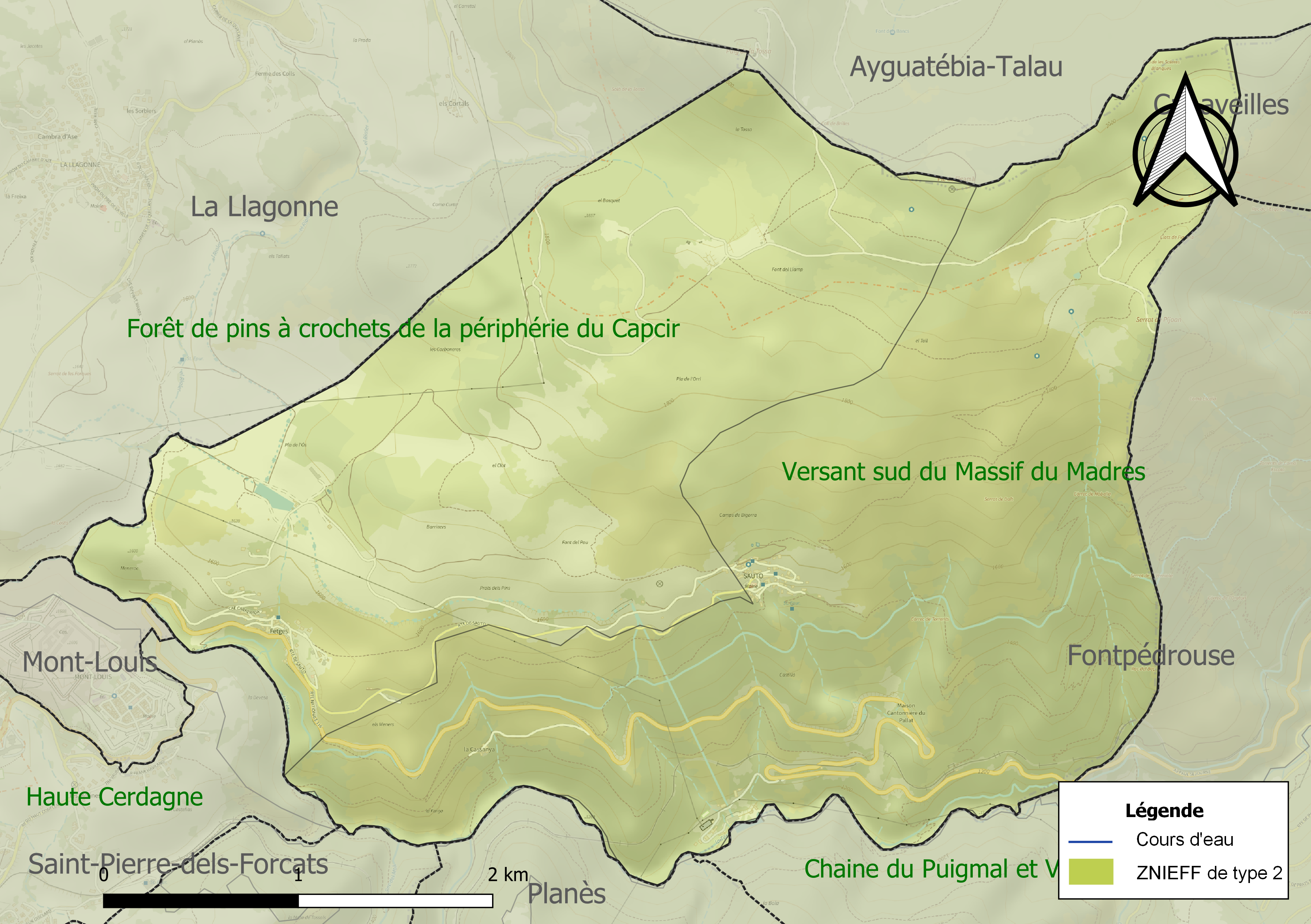
Carte des ZNIEFF de type 2 localisées sur la commune.

L’inventaire des zones naturelles d'intérêt écologique, faunistique et floristique (ZNIEFF) a pour objectif de réaliser une couverture des zones les plus intéressantes sur le plan écologique, essentiellement dans la perspective d’améliorer la connaissance du patrimoine naturel national et de fournir aux différents décideurs un outil d’aide à la prise en compte de l’environnement dans l’aménagement du territoire.
Deux ZNIEFF de type 2 sont recensées sur la commune :
- la « forêt de pins à crochets de la périphérie du Capcir » (13 788 ha), couvrant 12 communes du département[18] ;
- le « versant sud du massif du Madres » (27 267 ha), couvrant 27 communes du département[19].

## Urbanisme

### Typologie
Au 1er janvier 2024, Sauto est catégorisée commune rurale à habitat très dispersé, selon la nouvelle grille communale de densité à sept niveaux définie par l'Insee en 2022.
Elle est située hors unité urbaine et hors attraction des villes,.

### Occupation des sols
L'occupation des sols de la commune, telle qu'elle ressort de la base de données européenne d’occupation biophysique des sols Corine Land Cover (CLC), est marquée par l'importance des forêts et milieux semi-naturels (99,2 % en 2018), en augmentation par rapport à 1990 (83,3 %). La répartition détaillée en 2018 est la suivante : 
milieux à végétation arbustive et/ou herbacée (81,9 %), forêts (17,3 %), prairies (0,8 %). L'évolution de l’occupation des sols de la commune et de ses infrastructures peut être observée sur les différentes représentations cartographiques du territoire : la carte de Cassini (XVIIIe siècle), la carte d'état-major (1820-1866) et les cartes ou photos aériennes de l'IGN pour la période actuelle (1950 à aujourd'hui).

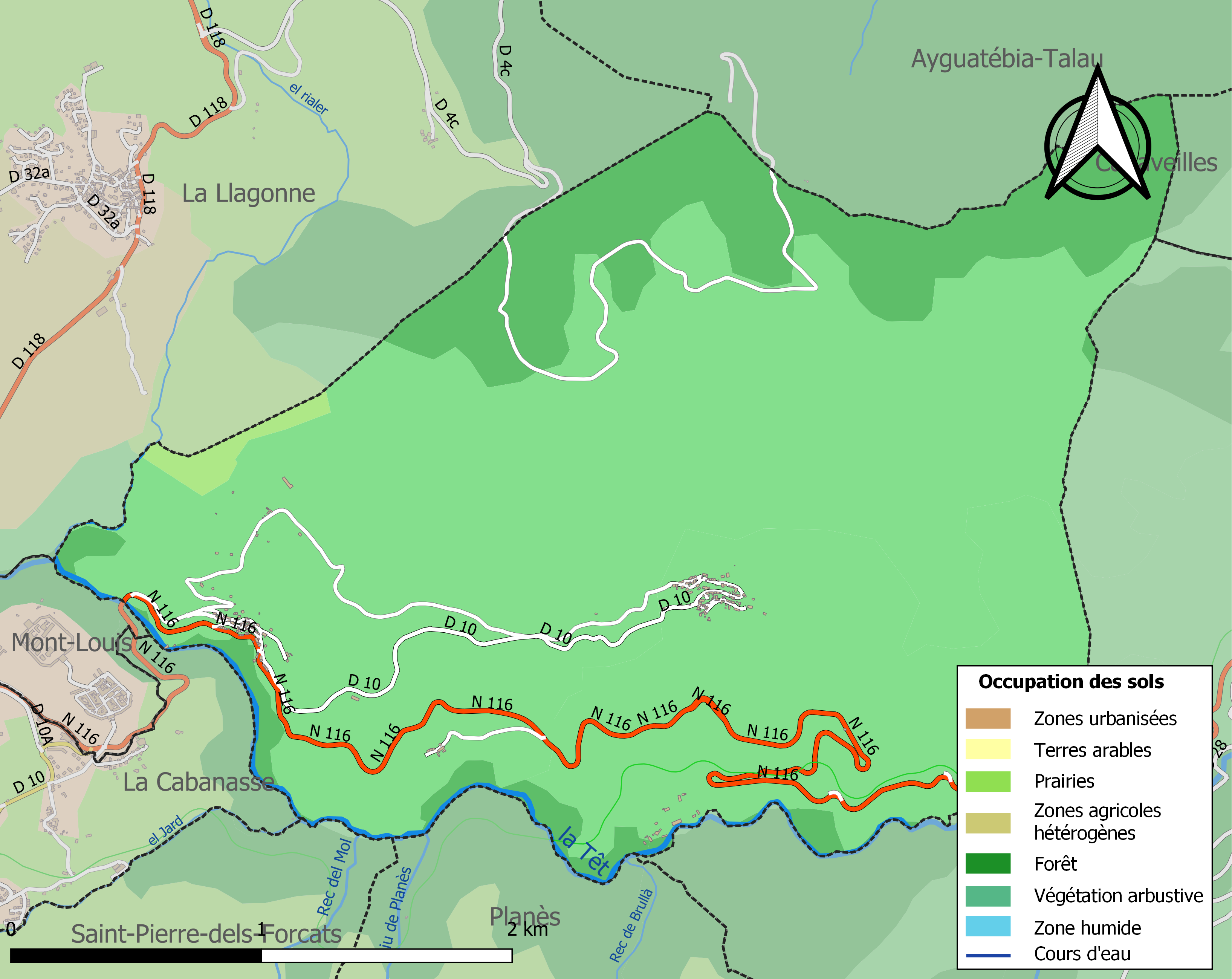
Carte des infrastructures et de l'occupation des sols de la commune en 2018 (CLC).

### Hameaux et lieux-dits

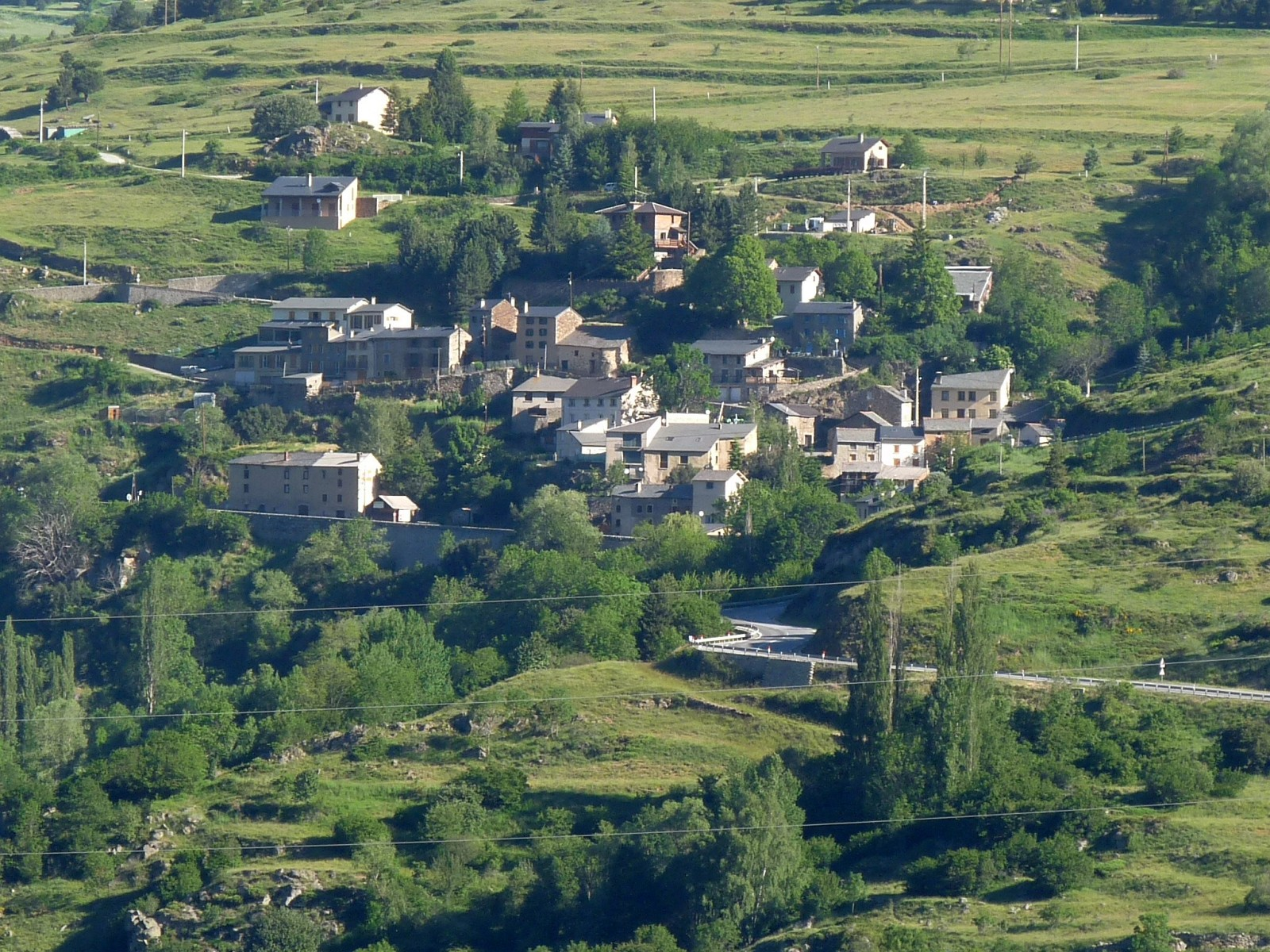
Fetges, vu de Planès

Le hameau de Fetges est situé sur la route nationale 116, non loin du pont sur la Têt, face à Mont-Louis.

### Risques majeurs
Le territoire de la commune de Sauto est vulnérable à différents aléas naturels : inondations, climatiques (grand froid ou canicule), feux de forêts, mouvements de terrains, avalanche  et séisme (sismicité moyenne). Il est également exposé à deux risques technologiques, le transport de matières dangereuses et la rupture d'un barrage, et à un risque particulier, le risque radon,.

#### Risques naturels

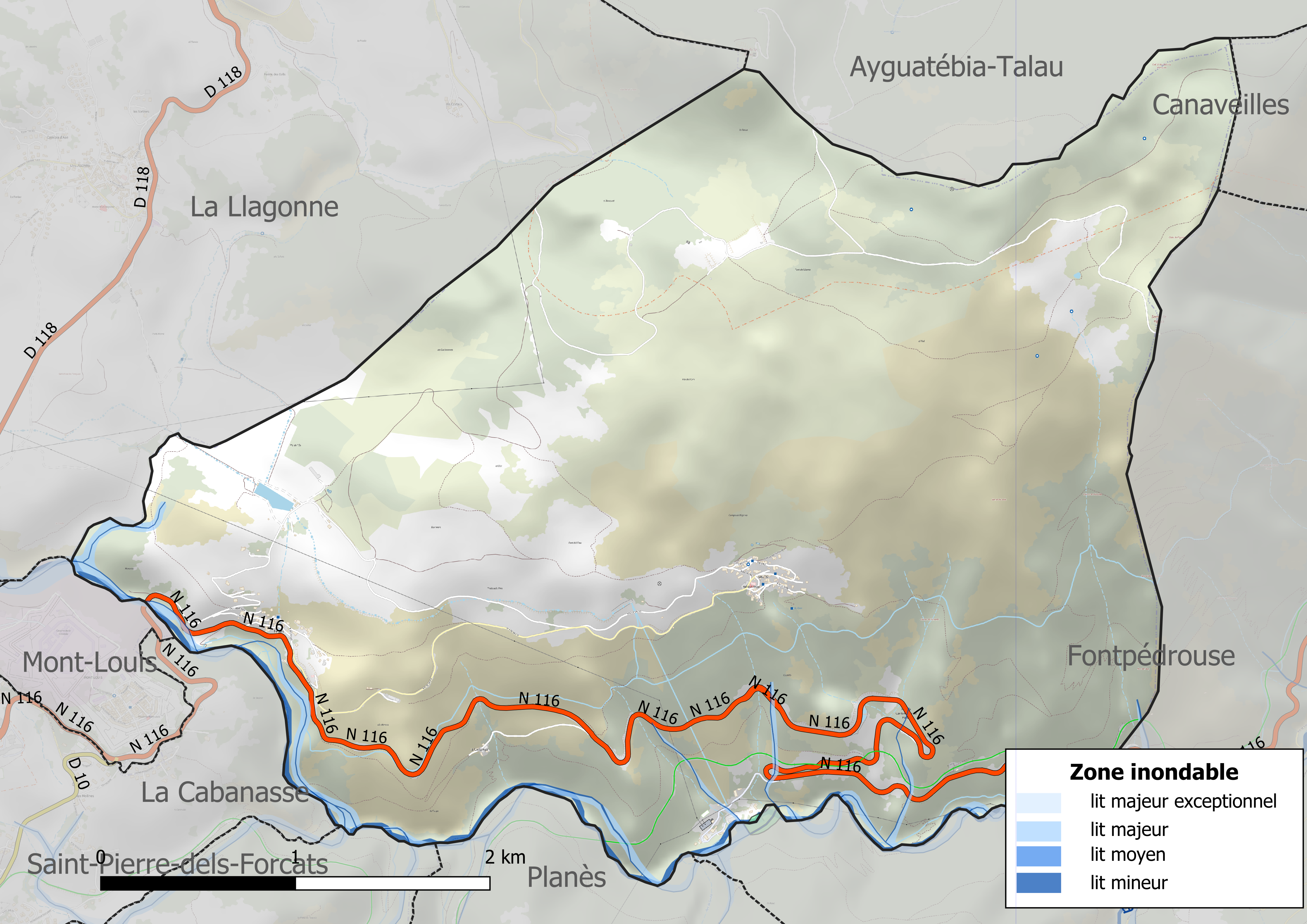
Zones inondables de la commune de Sauto.

Certaines parties du territoire communal sont susceptibles d’être affectées par le risque d’inondation par crue torrentielle de cours d'eau du bassin de la Têt.
Les mouvements de terrains susceptibles de se produire sur la commune sont soit des glissements de terrains, soit des chutes de blocs.

#### Risques technologiques
Le risque de transport de matières dangereuses sur la commune est lié à sa traversée par une route à fort trafic. Un accident se produisant sur une telle infrastructure est en effet susceptible d’avoir des effets graves au bâti ou aux personnes jusqu’à 350 m, selon la nature du matériau transporté. Des dispositions d’urbanisme peuvent être préconisées en conséquence.
Dans le département des Pyrénées-Orientales, on dénombre sept grands barrages susceptibles d’occasionner des dégâts en cas de rupture. La commune fait partie des 66 communes susceptibles d’être touchées par l’onde de submersion consécutive à la rupture d’un de ces barrages, le barrage des Bouillouses sur la Têt, un ouvrage de 17,5 m de hauteur construit en 1910.

#### Risque particulier
Dans plusieurs parties du territoire national, le radon, accumulé dans certains logements ou autres locaux, peut constituer une source significative d’exposition de la population aux rayonnements ionisants. Toutes les communes du département sont concernées par le risque radon à un niveau plus ou moins élevé. Selon la classification de 2018, la commune de Sauto est classée en zone 3, à savoir zone à potentiel radon significatif.

## Toponymie
La commune est nommée Sautó en catalan. Son nom  officiel tel que défini par le code officiel géographique de l'Insee  est Sauto.

## Histoire
Les communes de Sauto et Fetges ont fusionné entre 1790 et 1794.
La commune adhère à la Communauté de communes Capcir Haut-Conflent par arrêté préfectoral du 28 décembre 2001.

## Politique et administration

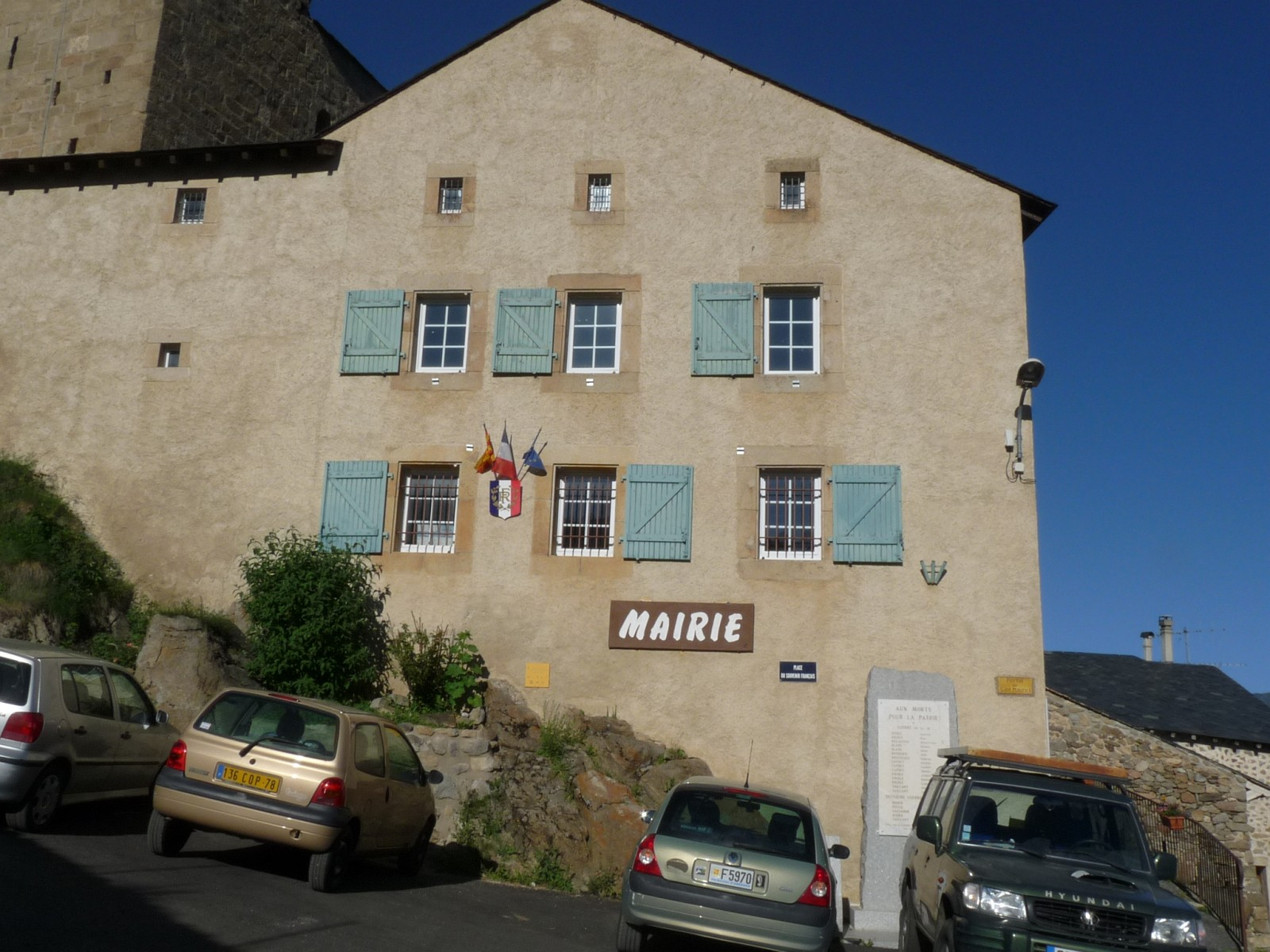
La mairie

### Canton
En 1790, la commune de Sauto est intégrée dans le canton d'Olette. Elle en est rapidement détachée pour rejoindre en 1793 le nouveau canton de Mont-Louis, dont elle fait partie jusqu'en 2015,.
À compter des élections départementales de 2015, la commune est incluse dans le nouveau canton des Pyrénées catalanes.

### Liste des maires
| Période   | Période  | Identité          | Étiquette | Qualité           |
| --------- | -------- | ----------------- | --------- | ----------------- |
| mars 2001 | 2005     | Marcel Balaguer   |           | mort en fonctions |
| 2005      | En cours | Michel Santanach, |           |                   |

## Population et société

### Démographie ancienne
La population est exprimée en nombre de feux (f) ou d'habitants (H).
| 1365 | 1378 | 1515 | 1553 | 1709 | 1720 | 1767  | 1774 | 1789 |
| ---- | ---- | ---- | ---- | ---- | ---- | ----- | ---- | ---- |
| 21 f | 18 f | 2 f  | 8 f  | 63 f | 23 f | 245 H | 55 f | 40 f |

Notes : 
- 1365 : pour Fetges ;
- 1378 : dont 6 f pour Fetges ;
- 1720 : pour Sauto et Fetges ;
- 1789 : pour Sauto, Fetges et la Castanya.

### Évolution démographique
L’allure générale de la courbe représentant l’évolution de la population de Sauto est croissante et discontinue durant la période comprise entre 1793 et 1921.
Ainsi, en 1906, la population de Sauto atteint un pic, avec 424 habitants. Ce type de phénomène s’explique à cause de divers domaines d’activités qui se développent autour de Sauto et dans le Conflent. Néanmoins, ce n’est qu’épisodique, puisque nous ne retrouveront pas de tel pic jusqu’en 1921.
De plus, au cours de cette période du XIXe siècle, on distingue trois phases.

#### Première phase: 1793-1841 – Croissance continue
La première phase est croissante et continue de 1793 à 1841, et le taux de variation est de +70,4 %. Et si on considère que la période de 1793 à 1806 est moins fiable, alors on peut voir le taux de variation pour la période entre 1800 et 1841 qui est de +48,5 %.
Cette croissance peut être due à un accroissement naturel ou alors un apport de population extérieure. Cependant, il est peu probable que ce soit lié a un apport extérieur, en vue de l’histoire de la population des Pyrénées.

#### Seconde phase: 1841-1896 – Stagnation légèrement décroissante
Période de stagnation légèrement décroissante, cette seconde phase se situe entre 1841 et 1896, à la suite du maximum de la population en 1841.
Le taux de variation est alors ici de -12 %, et cette légère décroissance est un phénomène classique de tous les villages des Pyrénées en général.

#### Troisième: 1896-1921 – Forte décroissance discontinue

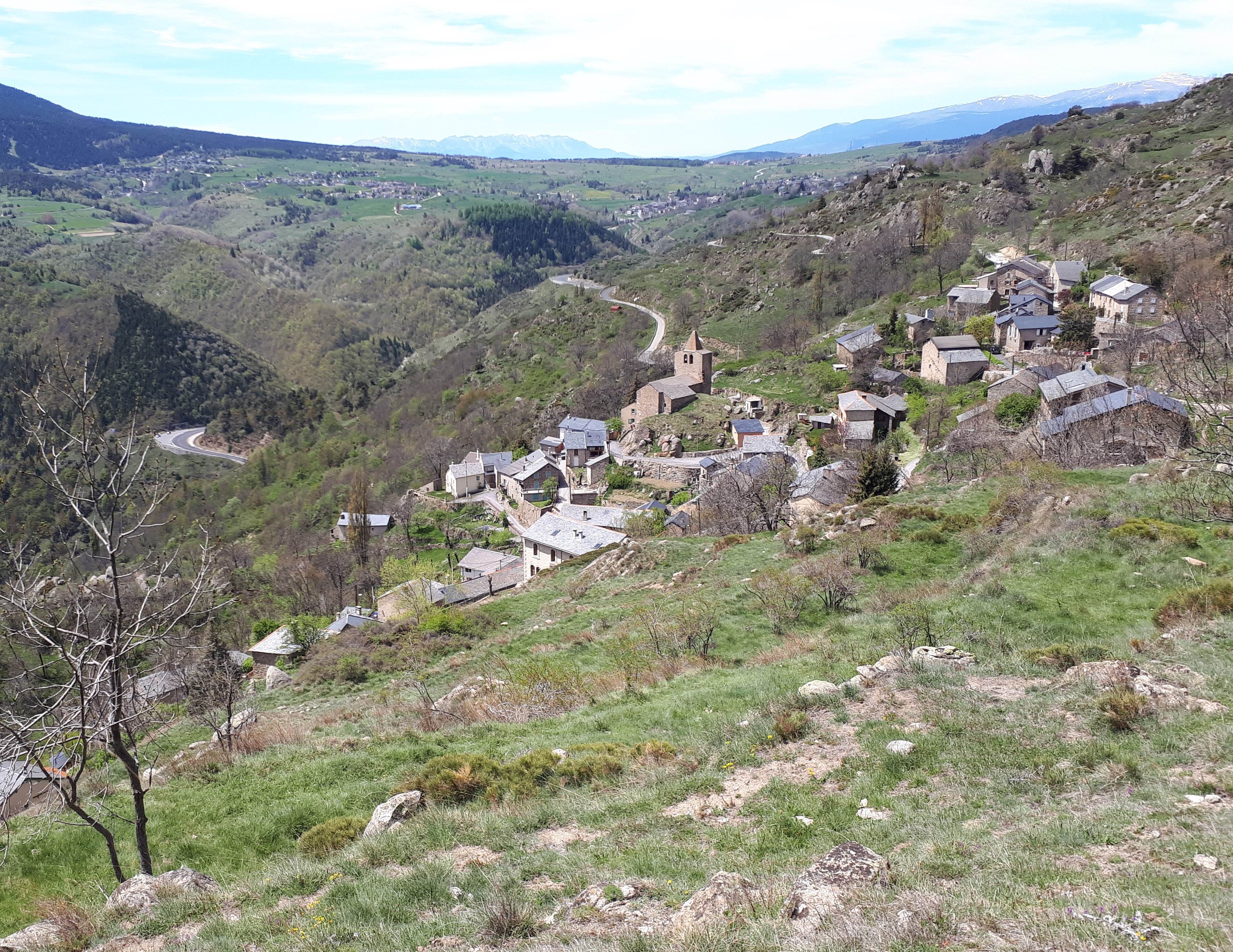
Le village de Sauto, vu de l'est. Au premier plan: des terrasses, cultivées jusqu'au déclin démographique contemporain.

Cette dernière phase, comprise entre 1896 et 1921 montre une décroissance forte et instable.
Alors que la population croit entre 1896 et 1906, avec un taux de variation de +36 %. A contrario, entre 1906 et 1911, le taux de variation passe à -17 %.
Cette instabilité est due à des causes externes, comme notamment des évènements conjoncturels spécifiques comme des chantiers dans la vallée de la Têt.
De plus, entre 1911 et 1921, la population connaît une décroissance nette, et le taux de variation est de -23 %.

#### Démographie contemporaine
L'évolution du nombre d'habitants est connue à travers les recensements de la population effectués dans la commune depuis 1793. Pour les communes de moins de 10 000 habitants, une enquête de recensement portant sur toute la population est réalisée tous les cinq ans, les populations de référence des années intermédiaires étant quant à elles estimées par interpolation ou extrapolation. Pour la commune, le premier recensement exhaustif entrant dans le cadre du nouveau dispositif a été réalisé en 2006.

En 2022, la commune comptait 102 habitants, en évolution de +9,68 % par rapport à 2016 (Pyrénées-Orientales : +3,92 %, France hors Mayotte : +2,11 %).
| 1793 | 1800 | 1806 | 1821 | 1831 | 1836 | 1841 | 1846 | 1851 |
| ---- | ---- | ---- | ---- | ---- | ---- | ---- | ---- | ---- |
| 210  | 241  | 288  | 319  | 331  | 307  | 358  | 349  | 339  |

| 1856 | 1861 | 1866 | 1872 | 1876 | 1881 | 1886 | 1891 | 1896 |
| ---- | ---- | ---- | ---- | ---- | ---- | ---- | ---- | ---- |
| 357  | 348  | 315  | 311  | 316  | 317  | 353  | 313  | 312  |

| 1901 | 1906 | 1911 | 1921 | 1926 | 1931 | 1936 | 1946 | 1954 |
| ---- | ---- | ---- | ---- | ---- | ---- | ---- | ---- | ---- |
| 325  | 424  | 360  | 277  | 240  | 219  | 204  | 195  | 197  |

| 1962 | 1968 | 1975 | 1982 | 1990 | 1999 | 2006 | 2011 | 2016 |
| ---- | ---- | ---- | ---- | ---- | ---- | ---- | ---- | ---- |
| 162  | 121  | 98   | 93   | 102  | 107  | 81   | 96   | 93   |

| 2021 | 2022 | - | - | - | - | - | - | - |
| ---- | ---- | - | - | - | - | - | - | - |
| 98   | 102  | - | - | - | - | - | - | - |

| selon la population municipale des années : | 1968 | 1975 | 1982 | 1990 | 1999 | 2006 | 2009 | 2013 |
| Rang de la commune dans le département      | 139  | 206  | 168  | 173  | 171  | 189  | 189  | 185  |
| Nombre de communes du département           | 232  | 217  | 220  | 225  | 226  | 226  | 226  | 226  |

### Manifestations culturelles et festivités
- Fête patronale et communale : 22 septembre[42].

## Économie

### Emploi
|                | 2008   | 2013   | 2018   |
| -------------- | ------ | ------ | ------ |
| Commune        | 4,9 %  | 8,3 %  | 7,2 %  |
| Département    | 10,3 % | 12,9 % | 13,3 % |
| France entière | 8,3 %  | 10 %   | 10 %   |

En 2018, la population âgée de 15 à 64 ans s'élève à 68 personnes, parmi lesquelles on compte 82,6 % d'actifs (75,4 % ayant un emploi et 7,2 % de chômeurs) et 17,4 % d'inactifs,. Depuis 2008, le taux de chômage communal (au sens du recensement) des 15-64 ans est inférieur à celui de la France et du département.
La commune est hors attraction des villes,. Elle compte 36 emplois en 2018, contre 21 en 2013 et 22 en 2008. Le nombre d'actifs ayant un emploi résidant dans la commune est de 52, soit un indicateur de concentration d'emploi de 68,8 % et un taux d'activité parmi les 15 ans ou plus de 77,3 %.
Sur ces 52 actifs de 15 ans ou plus ayant un emploi, 10 travaillent dans la commune, soit 19 % des habitants. Pour se rendre au travail, 84,9 % des habitants utilisent un véhicule personnel ou de fonction à quatre roues, 5,7 % les transports en commun, 9,4 % s'y rendent en deux-roues, à vélo ou à pied.

### Activités hors agriculture
10 établissements sont implantés  à Sauto au 31 décembre 2019.
Le secteur de l'administration publique, l'enseignement, la santé humaine et l'action sociale est prépondérant sur la commune puisqu'il représente 30 % du nombre total d'établissements de la commune (3 sur les 10 entreprises implantées  à Sauto), contre 13,9 % au niveau départemental.

### Agriculture
|               | 1988 | 2000 | 2010 | 2020 |
| ------------- | ---- | ---- | ---- | ---- |
| Exploitations | 7    | 4    | 1    | 1    |
| SAU (ha)      | 50   | 33   | 20   | 20   |

La commune est dans le Conflent, une petite région agricole occupant le centre-ouest du département des Pyrénées-Orientales. En 2020, l'orientation technico-économique de l'agriculture  sur la commune est l'élevage de bovins, pour la viande. Une seule  exploitation agricole ayant son siège dans la commune est recensée lors du recensement agricole de 2020 (sept en 1988). La superficie agricole utilisée est de 20 ha,,.

## Culture locale et patrimoine

### Monuments et lieux touristiques
- L'église paroissiale Saint-Maurice de Sauto.
- Église Saint-Maurice de Fetges.
- Chapelle du Sacré-Cœur de Fetges.
- Le pont suspendu de la Cassagne, dit pont Gisclard, construit en 1903 sur la ligne de Cerdagne a été classé monument historique en 1997[46].
- Le monument Gisclard, près du pont, commémorant l'accident de chemin de fer de 1909 dont a été victime l'ingénieur Albert Gisclard, est aussi classé monument historique. Il est l'œuvre du sculpteur et peintre Jean-André Rixens.

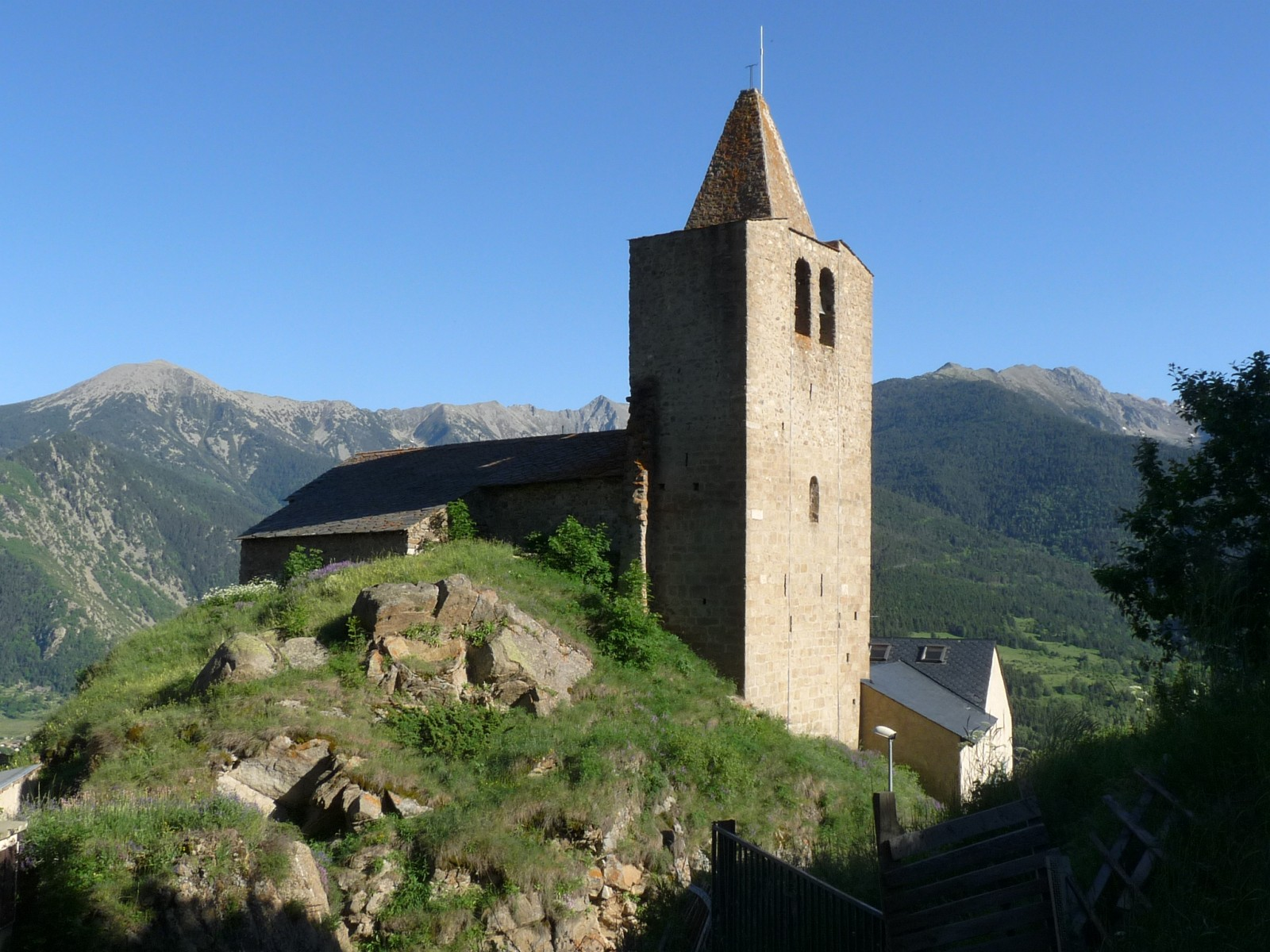
L'église Saint-Maurice de Sauto
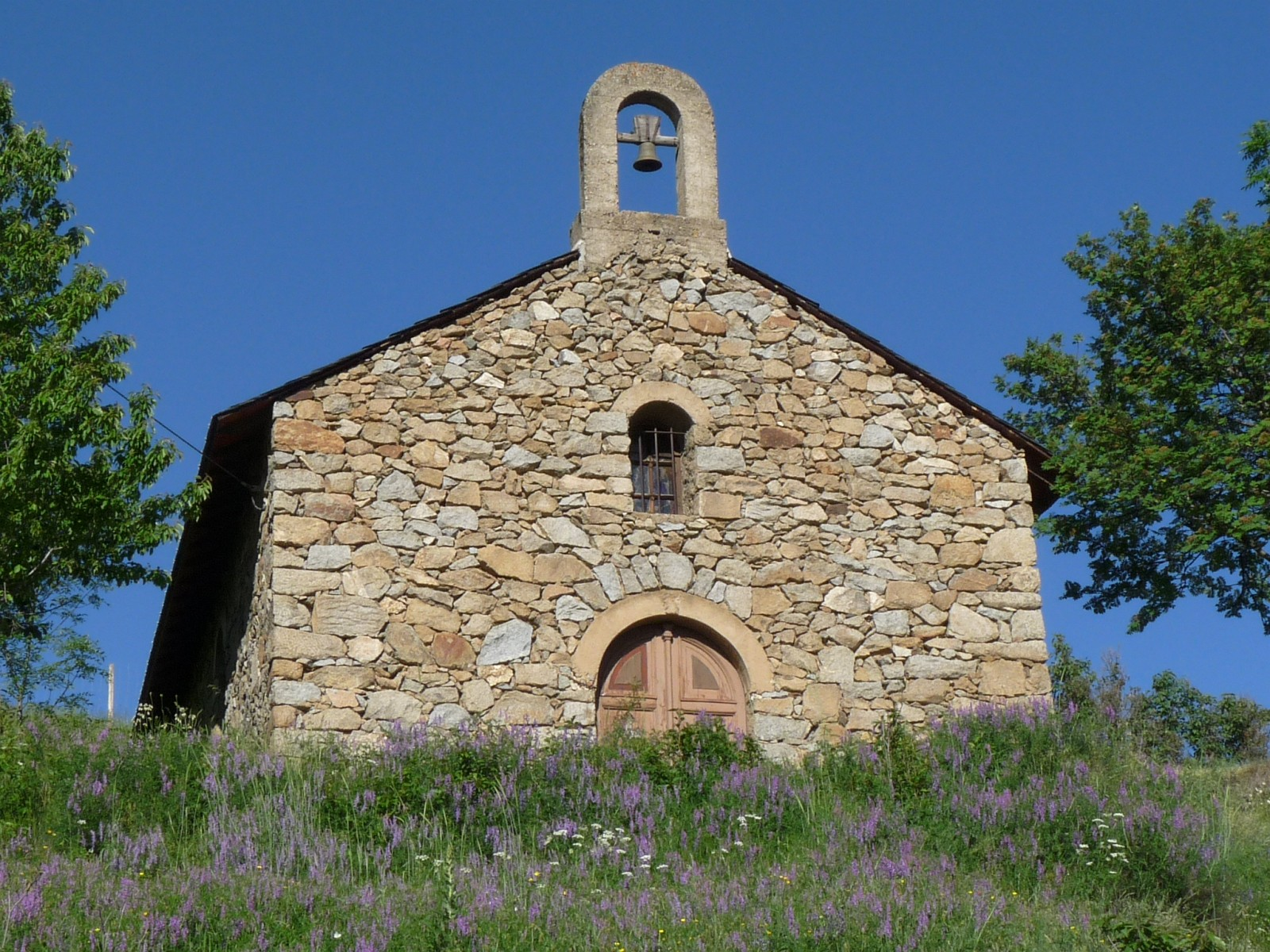
La chapelle du Sacré-Cœur de Fetges
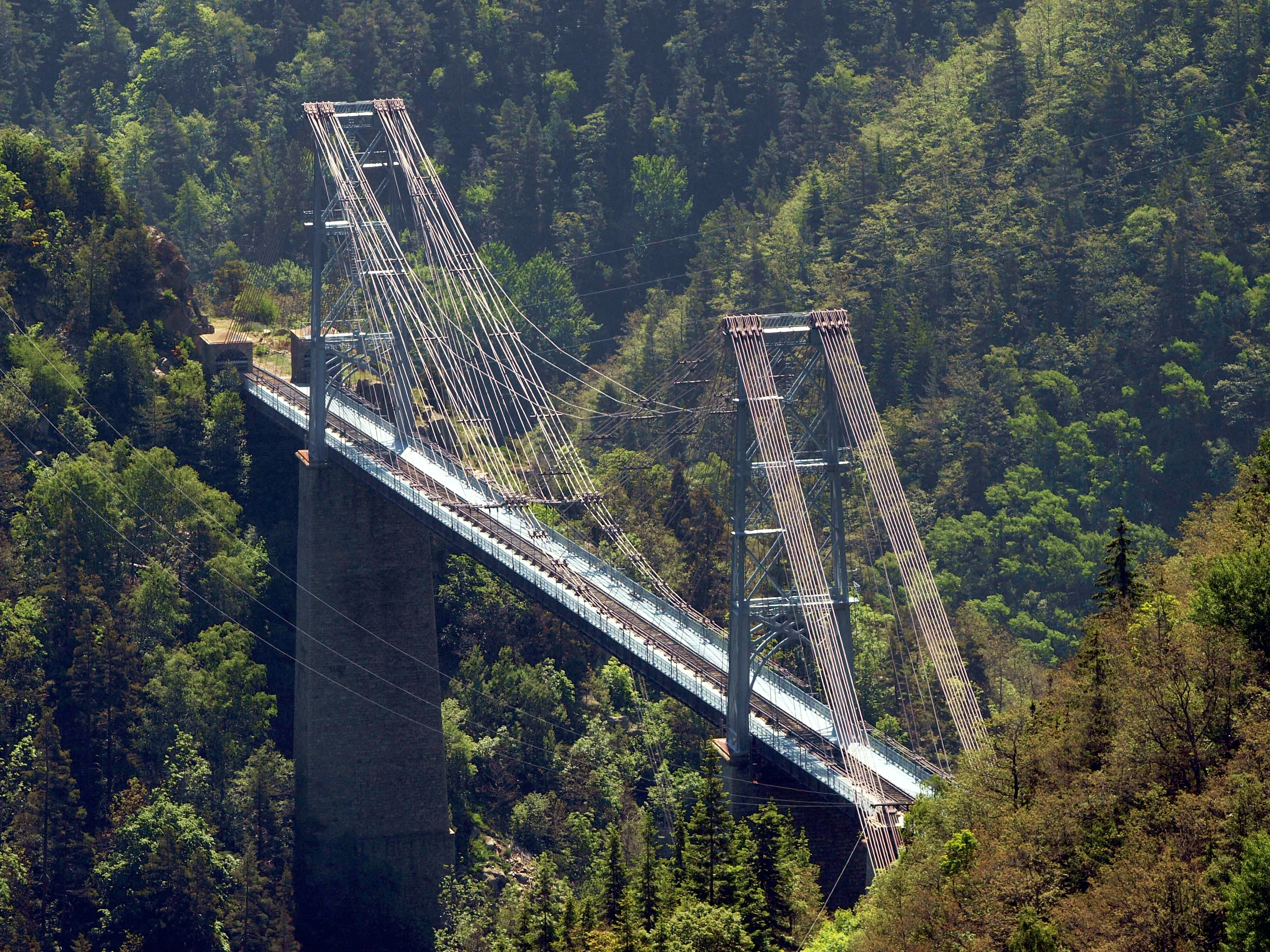
Le pont Gisclard

### Personnalités liées à la commune
- Marcel Capdet (1929-2020), auteur de Les Racines Perdues (1996, 2003)[47], histoire de "l'enfance d'un paysan des montagnes catalanes"; deuxième prix national des écrivains ruraux, 2002, né à Sauto.

### Héraldique
| Blason de Sauto | Blason  | D’or à la bande de gueules à Saint Maurice d’argent tenant dans sa dextre une palme du même et de sa senestre une épée basse aussi d’argent, brochant sur le tout. |
| Blason de Sauto | Détails | Le statut officiel du blason reste à déterminer. |